# Плешки (Карелия)
Плешки — деревня в составе Великогубского сельского поселения Медвежьегорского района Республики Карелия, комплексный памятник истории.

## Общие сведения
Расположена на острове Большой Клименецкий в северной части Онежского озера.
К югу от деревни находятся остатки построек упразднённого в 1920-х годах Свято-Троицкого монастыря.

## Население
Численность населения в 1905 году составляла 36 человек.
| 2002 | 2010 | 2013 |
| ---- | ---- | ---- |
| 1    | →1   | →1   |